# Tracy Scogginsová
Tracy Dawn Scogginsová (* 13. listopadu 1953 Dickinson, Texas) je americká herečka.
Od dětství se věnovala sportu, především gymnastice a skokům do vody. Právě ve skocích do vody se téměř probojovala do amerického týmu pro Letní olympijské hry 1980. Vystudovala tělesnou výchovu na Southwest Texas State University, poté se začala zabývat modelingem, díky němuž působila především v Evropě. Po návratu do USA začala navštěvovat HB Studio, neboť se chtěla věnovat herectví. První epizodní roli dostala v roce 1981 v seriálu The Dukes of Hazzard, v průběhu 80. let hostovala také např. v seriálech Remington Steele, Dallas, Hardcastle a McCormick či T.J. Hooker. Pravidelné role měla v seriálech Hawaiian Heat, Colbyové a Dynastie (v posledních dvou jako Monica Colbyová). V následujícím desetiletí hrála např. v seriálech Superman (Cat Grantová), Lonesome Dove: The Outlaw Years (Amanda Carpenterová) a Highlander (Cassandra). V epizodě „Osud“ (1995) seriálu Star Trek: Stanice Deep Space Nine ztvárnila cardassijskou vědkyni Giloru Rejal. Další z větších rolí byla kapitán Elizabeth Lochleyová v páté řadě sci-fi seriálu Babylon 5 (1998). Tuto postavu si zopakovala i v navazujících televizních filmech Babylon 5: Řeka duší (1998) a Babylon 5: Volání do zbraně (1999), spin-offovém seriálu Křížová výprava (1999) a videofilmu Babylon 5: Hlasy v temnotě (2007). Po roce 2000 se objevila např. v seriálu Námořní vyšetřovací služba, v pravidelné roli Grace Nevillová hrála v seriálu Dante's Cove.